# Feldmoching (metrostation)
Feldmoching is een multimodaal station in de wijken Feldmoching en Hasenbergl van de Duitse stad München.
Het Bahnhof München-Feldmoching ligt aan de spoorlijn München - Regensburg en wordt tegenwoordig bediend door spoorlijn S1 van de S-Bahn van München.
Het metrostation werd geopend op 26 oktober 1996 en wordt bediend door lijn U2 van de U-Bahn van München.